# Xã Blue Ridge, Quận Williams, Bắc Dakota
Xã Blue Ridge (tiếng Anh: Blue Ridge Township) là một xã thuộc quận Williams, tiểu bang Bắc Dakota, Hoa Kỳ. Năm 2010, dân số của xã này là 35 người.